# Chikuma
Chikuma (千曲市 -shi) é uma cidade japonesa localizada na província de Nagano. 
Em 2003 a cidade tinha uma população estimada em 64 372 habitantes e uma densidade populacional de 537,15 h/km². Tem uma área total de 119,84 km². 
Recebeu o estatuto de cidade a 1 de Setembro de 2003.